# ایوانیس آلوراس
ایوانیس آلوراس (یونانی: Ιωάννης Αλευράς؛ ۱۹۱۲ – ۶ آوریل ۱۹۹۵) یک سیاست‌مدار اهل یونان بود.